# Дендрарій Коннектикутського коледжу
Дендрарій Коннектикутського коледжу (англ. Connecticut College Arboretum) — дендрарій і ботанічний сад, заснований в 1931 році і розташований на території кампуса Коннектикутського коледжу і в містах Нью-Лондон і Уотерфорд (штат Коннектикут, США).
Загальна площа дендрарію становить 300 га (750 акрів). Дендрарій включає колекцію місцевих рослин, Чорний сад Керолайн, колекцію кампуса Коннектикутського коледжу і оранжерею.
Колекція місцевих рослин (8 га) закладена в 1931 році і включає дерева і чагарники які ростуть у східній частині Північної Америки і яким підходять клімат і ґрунти Нью-Лондона. У цій колекції 288 таксонів дерев, чагарників і ліан, в тому числі вічнозелені і хвойні рослини, ірга, кизил, Kalmia latifolia, гігантський рододендрон, Oxydendrum, азалії.
Особливий інтерес представляють:
- Хвойна колекція Лінкольна і Ліліани Дауб Грайс, яка була закладена в 1988 році і займає площу 1,2 га, тут представлені ялиці, ялини, сосни, ялівці і місцеві види чагарників.
- Сад азалій Ненсі Мосс (заснований в 1978 році) — росте 15 видів і природних гібридів азалії.
- Гірський сад Жозефіни Хукер (заснований в 1985 році) — тут культивують різні сорти Kalmia latifolia.
- Сад польових квітів Еджертона і Стренджела (заснований в 1956 році) — на площі 0,8 га ростуть папороті і польові квіти, в тому числі Tríllium і Lobelia cardinalis.

Чорний сад Керолайн включає колекції декоративних дерев, чагарників і трав з різних країн світу, в тому числі 187 таксонів азалій, Ácer japónicum, Oxydendrum, калини, вишні та багато інших рослин.
Колекція кампуса Коннектикутського коледжу в даний час налічує 223 таксона дерев і чагарників, в тому числі Franklinia alatamaha, софору японську і гамамеліс.
Оранжерея площею 280 м² включає в себе колекцію тропічних рослин, колекцію кактусів і експериментальну ділянку.

## Галерея

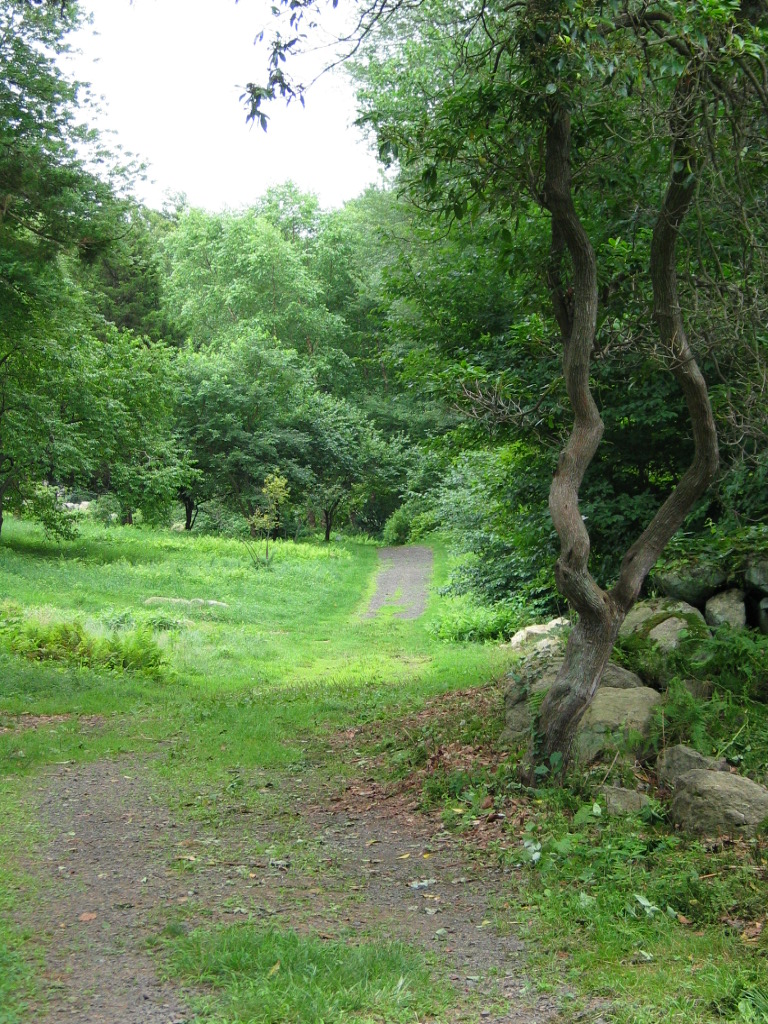
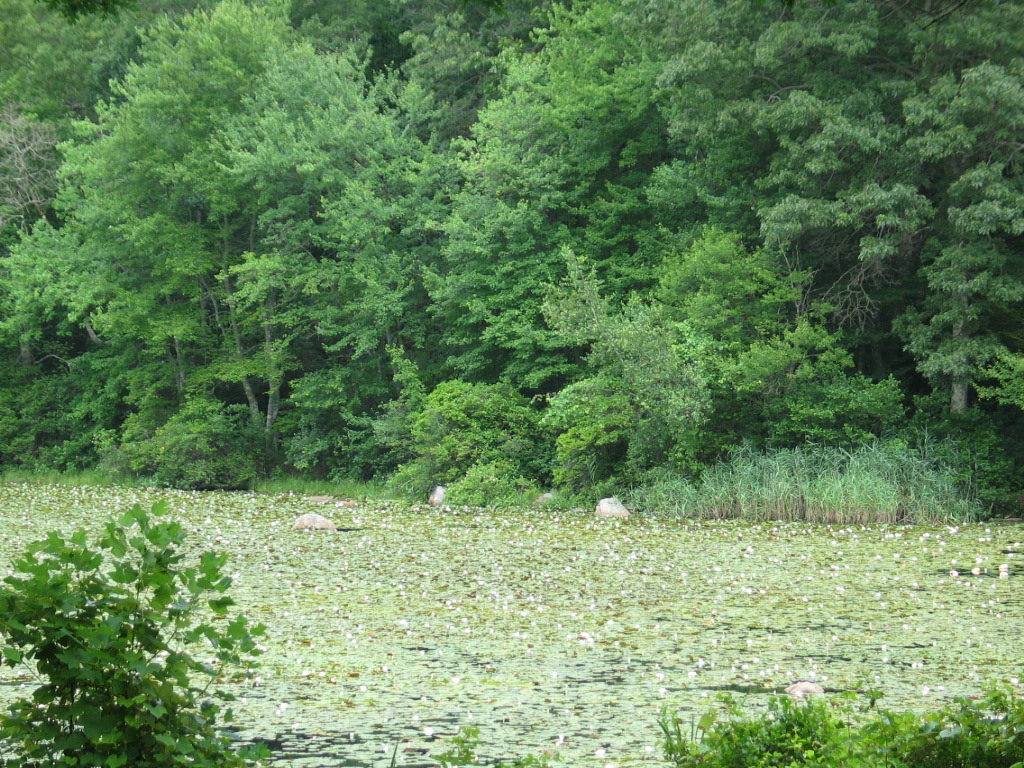
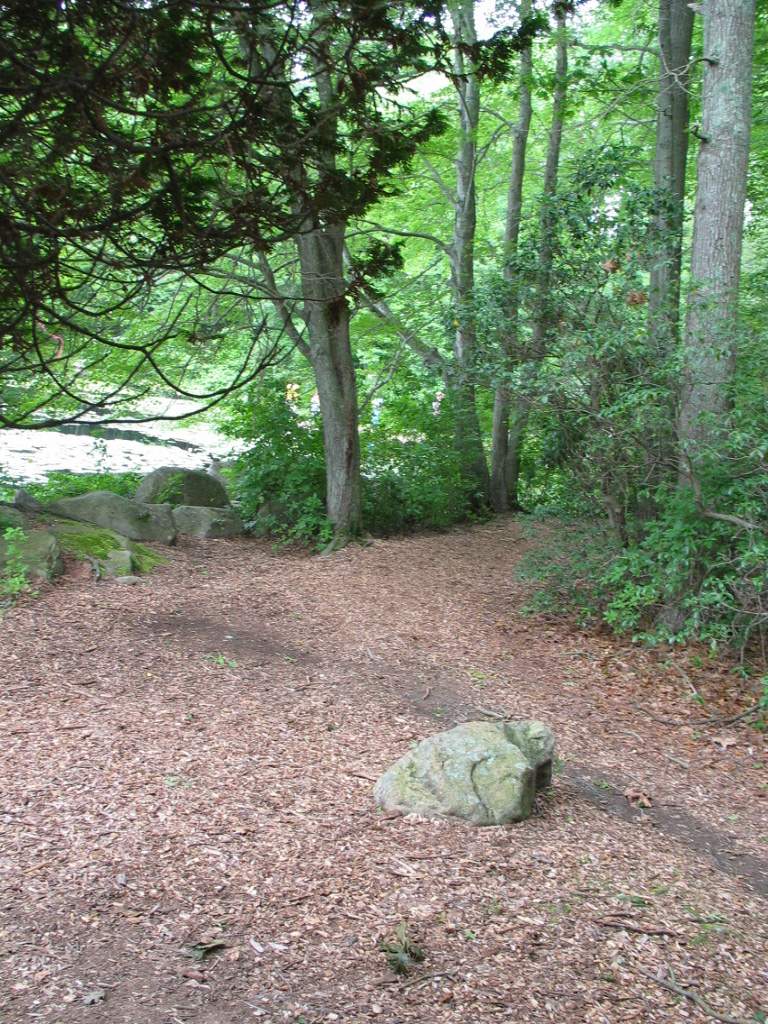
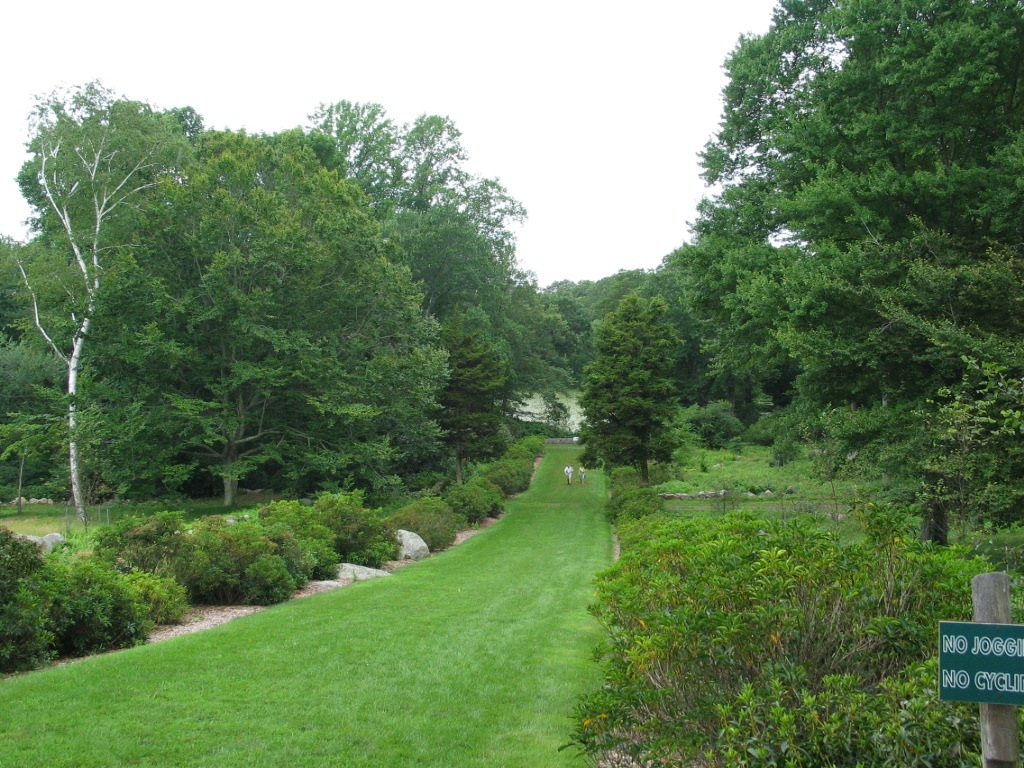